# Джонстон, Аньес Кристин
Аньес Кристин Джонстон (англ. Agnes Christine Johnston; 11 января 1896, Swissvale, Пенсильвания — 19 июля 1978, Сан-Диего, Калифорния) — американская сценаристка.

## Биография
Аньес Кристин Джонстон родилась 11 января 1896 года в городке Суиссвейл (штат Пенсильвания, США). Отца звали Джон Джонстон, мать — Изабель МакЭлани. Младшая сестра — Изабель (1898—1981) также стала сценаристкой, журналисткой и писательницей. В 1915 году Джонстон начала работать на киностудию Vitagraph, сначала стенографисткой, а потом сценаристкой: руководителей поразило то, что своё первое задание — написать киносценарий для повести Джеймса Кервуда «Божья страна и женщина» — девушка выполнила за сутки. В 1924 году жалованье Джонстон составляло феноменальные для женщины того времени почти 1000 долларов в неделю (ок. 15 200 долларов в ценах 2021 года). С 1915 по 1948 год она написала сценарии к 85 фильмам, а также в 1952—1954 годах — к пяти эпизодам двух телесериалов.
Аньес Кристин Джонстон скончалась 19 июля 1978 года в Сан-Диего (штат Калифорния).
Личная жизнь
В августе 1920 года Джонстон вышла замуж за малоизвестного сценариста Фрэнка Митчелла Дейзи (1892—1970), пара прожила вместе полвека до самой смерти мужа. От брака остались трое детей.

## Избранная фильмография
- 1916 — Сияющая девушка[англ.] / The Shine Girl
- 1916 — Пиратка Пруденс[англ.] / Prudence the Pirate
- 1916 — Развод и дочь[англ.] / Divorce and the Daughter
- 1917 — Сирота-любитель[англ.] / An Amateur Orphan
- 1918 — Большое приключение[англ.] / The Great Adventure
- 1918 — Как ты могла, Кэролайн?[англ.] / How Could You, Caroline?
- 1919 — Длинноногий папочка / Daddy-Long-Legs (адаптация)
- 1919 — 23 с половиной часа отпуска[англ.] / 23 1/2 Hours' Leave
- 1920 — Энди-будильник[англ.] / Alarm Clock Andy
- 1920 — Гомер возвращается домой[англ.] / Homer Comes Home
- 1920 — Деревенский сыщик[англ.] / The Village Sleuth
- 1920 — Старомодный мальчик[англ.] / An Old Fashioned Boy
- 1921 — Цыплята[англ.] / Chickens
- 1922 — Богиня джунглей[англ.] / The Jungle Goddess
- 1924 — Женщина[англ.] / The Female
- 1924 — Барбара Фретчи[англ.] / Barbara Frietchie
- 1924 — Запретный рай[англ.] / Forbidden Paradise
- 1925 — Исповедь королевы[англ.] / Confessions of a Queen
- 1925 — Гордая плоть[англ.] / Proud Flesh
- 1925 — Башня лжи[англ.] / The Tower of Lies
- 1926 — Беверли из Гростарка[англ.] / Beverly of Graustark
- 1926 — Лави Мэри[англ.] / Lovey Mary
- 1927 — Алтари желания[англ.] / Altars of Desire
- 1927 — Тилли-труженик[англ.] / Tillie the Toiler
- 1927 — Враг[англ.] / The Enemy
- 1928 — Люди искусства / Show People (шлифовка сценария)
- 1928 — Изгой[англ.] / Outcast
- 1929 — Человек и момент[англ.] / The Man and the Moment
- 1932 — Три умницы / Three Wise Girls (адаптация)
- 1932 — Безумное кино / Movie Crazy
- 1933 — Позиция стрелка[англ.] / Headline Shooter
- 1934 — Стингари[англ.] / Stingaree (в титрах не указана)
- 1936 — Дураков нет[англ.] / Nobody's Fool
- 1938 — Без ума от музыки[англ.] / Mad About Music (в титрах не указана)
- 1938 — На Запад с Харди[англ.] / Out West with the Hardys
- 1939 — У всех женщин есть секреты[англ.] / All Women Have Secrets
- 1941 — Двойное свидание[англ.] / Double Date
- 1941 — Жизнь начинается для Энди Харди[англ.] / Life Begins for Andy Hardy
- 1942 — Ухаживание Энди Харди[англ.] / The Courtship of Andy Hardy
- 1942 — Двойная жизнь Энди Харди[англ.] / Andy Hardy's Double Life
- 1944 — Генри Олдрич, бойскаут[англ.] / Henry Aldrich, Boy Scout
- 1944 — У Энди Харди проблемы с блондинкой[англ.] / Andy Hardy's Blonde Trouble
- 1944 — Джейни[англ.] / Janie
- 1946 — Джейни выходит замуж[англ.] / Janie Gets Married
- 1946 — Чёрный красавец[англ.] / Black Beauty
- 1946 — Время, место и девушка[англ.] / The Time, the Place and the Girl
- 1947 — Чёрное золото[англ.] / Black Gold
- 1952—1953 — Театр «У камина»[англ.] / Fireside Theatre (4 эпизода)
- 1954 — Видео-театр «Люкс»[англ.] / Lux Video Theatre (1 эпизод)